# Meningadora mollis
Meningadora mollis är en kräftdjursart som beskrevs av Smith 1882. Meningadora mollis ingår i släktet Meningadora och familjen Oplophoridae. Inga underarter finns listade i Catalogue of Life.